# Cardioglossa oreas
Cardioglossa oreas – gatunek płaza bezogonowego z rodziny artroleptowatych (Arthroleptidae). Endemit Kamerunu, zagrożony wyginięciem.

## Systematyka
Populacja z góry Mount Manengouba została opisana w 2008 roku przez Blackburna jako osobny gatunek – Cardioglossa manengouba. Badania filogenetyczne Blackburna i współpracowników, których wyniki opublikowano w 2021 roku, wykazały jednak, że populacja ta stanowi podgatunek Cardioglossa oreas.
Nazwa
Epitet gatunkowy nazwy tego kręgowca – oreas – po grecku oznacza Oreadę, nimfę górską.

## Występowanie
Zwierzę to stanowi endemit zachodniego Kamerunu, gdzie występuje w dwóch oddzielnych lokalizacjach zamieszkiwanych przez dwa podgatunki. Pierwsza (podgatunek nominatywny) obejmuje Bamenda Highlands, góry Bambouto, Mount Oku oraz rezerwat leśny Bafut-Ngemba. Druga (podgatunek manengouba) – wyłącznie Mount Manengouba.
Gatunek preferuje wysokość 1900–2650 m n.p.m.
Cardioglossa oreas bytuje w lasach górskich, w tym bambusowych, a także zdegradowanych. Jest gatunkiem reofilnym, tzn. lubi strumienie o wartkim nurcie, gdzie może znaleźć sobie kryjówkę.

## Rozmnażanie
Rozmnaża się w strumieniach o szybkim nurcie.

## Status
Gatunek uważa się za pospolity na swym niewielkim zasięgu występowania. Trend liczebności populacji nie jest znany.
Zagrożenie stanowi utrata środowiska naturalnego spowodowana rozwojem rolnictwa (nadmierny wypas), pozyskiem drewna i ekspansją człowieka. Na przełomie XX i XXI wieku organizacja BirdLife International prowadziła na Mount Oku program ochrony przyrody obejmujący m.in. zarządzanie tym obszarem przez lokalne wioski.